# 남파푸아주

남파푸아주의 위치

남파푸아주(인도네시아어: Provinsi Papua Selatan)는 인도네시아 서뉴기니(인도네시아의 영토에 속해 있는 뉴기니섬 서반부 지역)와 지방에 위치한 주 가운데 하나로, 주도는 메라우케(Merauke)이다. 면적은 129,715.02km2, 인구는 537,973명(2023년 기준)이다.
2022년 11월 11일에 파푸아주에서 분리되어 신설되었다. 북쪽과 북서쪽으로는 인도네시아 파푸아고원주, 중앙파푸아주와 접하고, 동쪽으로는 파푸아뉴기니와 국경을 접한다. 서쪽과 남쪽으로는 아라푸라해와 마주하고 있는데, 이는 인도네시아와 오스트레일리아 간의 해상 국경을 형성한다.

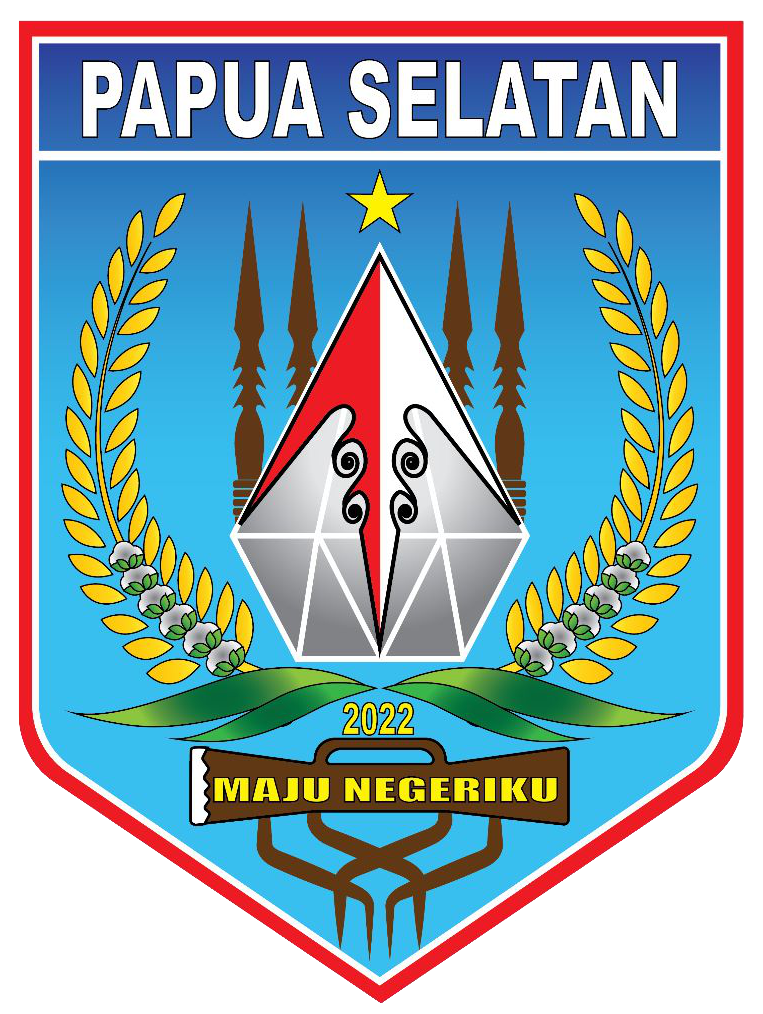
남파푸아주의 문장

## 인구
| 연도                                                                                              | 인구    | ±%     |
| ------------------------------------------------------------------------------------------------- | ------- | ------ |
| 1971                                                                                              | 160,727 | —      |
| 1980                                                                                              | 172,662 | +7.4%  |
| 1990                                                                                              | 243,722 | +41.2% |
| 2000                                                                                              | 291,680 | +19.7% |
| 2010                                                                                              | 409,735 | +40.5% |
| 2020                                                                                              | 513,617 | +25.4% |
| 2023                                                                                              | 537,973 | +4.7%  |
| Source: Statistics Indonesia 2024 and earlier. South Papua was part of Papua Province until 2022. |         |        |

## 같이 보기
- 파푸아주
- 중앙파푸아주
- 서파푸아주
- 파푸아고원주
- 남서파푸아주